# Åängestjärnen (Jörns socken, Västerbotten, 723451-170991)
Åängestjärnen är en sjö i Skellefteå kommun i Västerbotten och ingår i Kågeälvens huvudavrinningsområde.